# Кранец (флот)
Кра́нец (кранц) (нидерл. krans — венок) — прокладка между судном и пристанью, служащая для амортизации ударов и защиты борта, предотвращающая его повреждение;
Прокладка служит для уменьшения контактных нагрузок на корпус корабля (судна) при его швартовке и стоянках. Доска, подвешенная с борта судна (корабля) между причалом и кранцами — кранцевая доска.

## История
Кранцы мачтовые — толстые стропы, принайтовленные к мачтам и бушприту, для подъёма их. На гребных судах кранцы заменяли кольца, свитые из нескольких прядей троса — кренгельсы.
Бортовые кранцы раньше были деревянными брусками (вальками) или парусиновыми мешками, набитые пенькой, плетёными из верёвок, но в дальнейшем были вытеснены надутыми воздухом резиновыми шарами или цилиндрами, которые вывешиваются за борт для предохранения судна (корабля) от трения о пристань, баржи и тому подобное.
В связи с дешевизной и практичностью в качестве кранцев наиболее широко используют старые автомобильные покрышки.

## Виды и типы

### Бортовые и причальныекранцы
Кранцы делятся на съёмные и постоянные (конструкционно закреплённые на корпусе судна или на причале). Также они подразделяются на упругие, демпфирующие и комбинированные. На крупных современных судах кранцы являются сложными техническими изделиями, их масса может достигать 8 тонн и даже более.